# Костянтинівська мечеть
Костянтинівська мечеть — мечеть у місті Костянтинівка Донецької області. 

## Історія
Будівництво мечеті велося за сприяння Духовного управління мусульман України «УММА», Всеукраїнської асоціації громадських організацій «Альраїд», благодійного фонду «Манабі Аль-Хайр» (Кувейт) і місцевої мусульманської громади. Будівництво продовжувалось протягом двох років.
Відкриття мечеті відбулося 7 травня 2011 року.
Місцева мусульманська громада міста Костянтинівка «Роднік» була офіційно зареєстрована і входить до складу Духовного управління мусульман України «УММА». 5 грудня 2016 року уповноважений представник громади підписав Хартію мусульман України.
1 березня 2022 року російські війська обстріляли Костянтинівку і пошкодили мечеть снарядами. У будівлі було вибито шибки, посічено стіни, пробито дах.

## Архітектура
Мечеть вінчає позолочений купол діаметром 6 метрів та заввишки 5 метрів. Мечеть розрахована на 350 осіб.